# رالي ويلز 2005
رالي ويلز 2005 هو سباق رالي أقيم في الفترة من 15 سبتمبر 2005 إلى 18 سبتمبر 2005 في كارديف، ويلز، المملكة المتحدة. كان الجولة الثانية عشر ضمن بطولة العالم للراليات موسم 2005. تكون الرالي من 15 مرحلة. فاز به بيتر سولبرغ.